# Zotico (prefetto del pretorio)
Zotico (latino: Zoticus; Filadelfia di Lidia, ... – ...; fl. 511-512) fu un alto funzionario dell'Impero romano d'Oriente.

## Biografia
Nativo di Filadelfia in Lidia, fu Prefetto del pretorio d'Oriente dal 511, quando fu incaricato di alcuni affari in Palestina, fino al 512. Il suo primo compito fu quello di abbassare il carico fiscale alla provincia palestinese.
Fece ottenere un incarico di rilievo al suo conterraneo Giovanni Lido, che lo ringraziò con una laudatio; in seguito Zotico premiò questa composizione pagandola un solido a verso con fondi pubblici. Aiutò Giovanni persino ad organizzare il proprio matrimonio con una ricca donna.